# Henry M. Jackson
Henry Martin Jackson (31. května 1912, Everett, Washington, USA – 1. září 1983, Everett) byl americký politik, kongresman a senátor za stát Washington mezi lety 1941 a 1983.
V letech 1972 a 1976 jako člen Demokratické strana usiloval o kandidaturu na prezidentské volby, ani jednou však neuspěl. Jeho politická pozice a filozofie, jenž jej řadí mezi antikomunistické demokraty, mívá často vliv na klíčové osoby spojené s neokonzervatismem, mezi které patří Paul Wolfowitz nebo Richard Perle. Své jméno po něm nese britská instituce Henry Jackson Society.

## Pozadí
Henry Martin Jackson se narodil v domě svých rodičů, Petera a Marine Jacksonových, v Everettu, v americkém státě Washington. Oba jeho rodiče byli imigranti z Norska, jeho otec, původně Gresseth, si změnil jméno po příjezdu do Spojených států. S Marine Anderson se seznámil v luteránském kostele v Everettu, kde se v roce 1897 rovněž vzali. Henry Martin byl pátým a posledním dítětem tohoto páru.

## Osobní život a počátek kariéry
Jackson později získal bakalářský titul na Stanfordově univerzitě a právnický titul na University of Washington, kde byl částí bratrstva Delta Chí. Titul právníka získal roku 1935 a ještě ve stejný rok se stal právníkem ve svém rodném městě Everettu. Ihned našel úspěch a dokonce byl v roce 1938 zvolen prokurátorem okresu Snohomish. Tuto pozici zastával dva roky a udělal si jméno likvidováním pašeráků alkoholu a gamblerů.
V roce 1961, kdy jej časopis Time nazval nejžádanějším neženatým mužem v senátu, se Jackson oženil s Helen Hardin, osmadvacetiletou recepční v senátu. Ani tak se ovšem nevystěhoval ze svého původního domova v Everettu, kde také žily jeho nevdané sestry. S Helen měl nakonec dvě děti, Anne Marii a Petera, který mimo jiné pracoval jako spisovatel projevů pro guvernérku Washingtonu Christine Gregoire.

## Legislativní kariéra
V roce 1940 se Jackson úspěšně ucházel o místo v Kongresu jako člen Demokratické strany, do sněmovny reprezentantů poprvé usedl v lednu 1941 na 77. Kongres. Od té doby Jackson nikdy neprohrál ve volbách do Kongresu.
Za 2. sv. války se Jackson připojil k americké armádě, ale tehdejší prezident Franklin Delano Roosevelt nařídil všem kongresmanům, aby zůstali ve Státech nebo aby rezignovali na svá místa v Kongresu. Tak tedy jako kongresman pouze navštívil koncentrační tábor Buchenwald, pět dní po jeho osvobození v roce 1945. Dále ve stejném roce s americkou delegací navštívil Mezinárodní námořní konferenci v Kodani a o rok později byl zvolen prezidentem stejné konference, která se nyní konala v Seattlu. Mezi lety 1945 a 1947 také Jackson vykonával funkci předsedy Komise pro indiánské záležitosti. Při volbách v roce 1952 se pak vzdal svého místa v Kongresu, aby se mohl ucházet o místo v Senátu. V těchto volbách bez problému porazil svého republikánského soupeře Harryho P. Caina a zůstal senátorem po dobu dalších třiceti let. Jako senátor nakonec v roce 1983 zemřel, o rok dříve vyhrál své poslední, šesté volby do Senátu.
Ačkoli byl Jackson protivníkem excesů Josepha McCartyho, který proti němu vystupoval v roce 1952 ve státě Washington, také kritizoval Dwighta D. Eisenhowera za nedostatečné financování obranných složek země a málo interkontinentálních balistických raket v americkém arzenálu. Levice na jeho podporu jaderných zbraní reagovala ve volbách roku 1958, kdy proti němu postavila seattleskou mírovou aktivistku Alice Franklin Bryant, kterou ovšem z voleb lehce vyřadil.
V době hnutí za lidská práva patřil Jackson k jejich nejaktivnějším obhájcům, podpořil zákony o lidských právech jak v roce 1957, tak v roce 1964. V dubnu 1968 reagoval na atentát na Martin Luther Kinga mladšího proslovem o jeho odkazu a o nespravedlnosti nerovnosti.
V roce 1963 se Jackson stal předsedou Komise energetiky a přírodních zdrojů, kterým byl až do roku 1981. V sedmdesátých letech společně se senátory Tedem Kennedym a Ernestem Hollingsem uspořádal tiskovou konferenci, ve které vystoupil proti požadavku prezidenta Geralda Forda, aby Kongres zastavil kontrolu Richarda Nixona nad cenami americké ropy.
Jackson dále schválil Zákon o národním přístupu k životnímu prostředí a také byl vůdcem boje Aljašky a Havaje o status amerického státu. V roce 1974 podpořil v senátu Jacksonův–Vanikův dodatek (Charles Vanik jej podpořil v Kongresu), který odmítal veškeré obchodní vztahy se zeměmi bez tržní ekonomiky a s omezenou svobodou a demokracií. Dodatek měl umožnit uprchlíkům, především menšinovým, zvláště Židům, opustit východní blok. Se svým asistentem Richardem Perlem navíc podporoval lidi, kteří byli tímto dodatkem dotčeni, mezi něž patřil Natan Šaransky. Dále vedl boj proti smlouvám SALT a podporoval zahraniční pomoc pro Izrael.
Desítky let se díky němu říká Demokratům, kteří podporují silnou mezinárodní přítomnost amerických složek „Scoop Jackson Democrats“, mezi něž patří i nynější politici Joe Lieberman a Robert James Woolsey mladší.
Po téměř celou svou dobu v Senátě byl ve stejném orgánu členem také jeho dobrý přítel Warren Magnuson, kteří byli oba ze státu Washington, pro nějž byli nejspíš nejefektivnější dvojicí senátorů v historii země. Přestože je Washington v počtu obyvatel mezi americkými státy až na 23. místě, zajistili mu ve své době jednu šestinu všech vládních dotací v zemi.

### Kritika
Jackson byl často kritizován za svou podporu Války ve Vietnamu a za své vřelé vztahy s vojenským průmyslem ve státě Washington. Na místě bývalé Fort Lawton v Seattlu chtěl postavit protiraketovou základnu, což se ovšem nelíbilo místním obyvatelům. Jackson vybíral jiná místa a nadále podporoval vývoj protiraketových systémů, zatím se ovšem rozhořel spor s podporovateli práv původních obyvatel, kteří chtěli území Fort Lawton vrátit indiánům. Z většiny území tak vznikl Discovery Park, kde později původní obyvatelé postavili Kulturní centrum Daybreak Star.
Jeho soupeři jej často označovali za senátora z Boeingu a podobně, jelikož často podporoval vojenské dotace a také se objevila podezření z uplácení Jacksona společností Boeing (v roce 1965 bylo 80 procent kontraktů firmy vojenských). Společně s Magnusonem pak podporoval drahý vládní projekt na vyvinutí nadzvukového letadla, který ovšem ztroskotal.
Po jeho smrti jeho odpůrci protestovali proti vztyčení Jacksonovy bysty na kampusu University of Washington, jako argument použili jeho podporu internačních táborů pro Japonce za 2. sv. války.

## Národní významnost, prezidentské volby
Jackson nebyl pouze úspěšným státníkem v rámci svého státu, ale také získal respekt na celonárodní scéně. V roce 1960 se stal předsedou Národní demokratické komise poté, co se málem dostal do prezidentských voleb za Demokraty jako kandidát na viceprezidenta, tím nakonec ovšem byl jiný senátor, Lyndon B. Johnson.
Dvakrát se Jackson pokusil stát se prezidentem Spojených států, jeho kampaně jsou významné především díky ostré kritice, kterou na ní mířilo levé křídlo demokratické strany. Jeho schopnosti v argumentech jeden na jednoho, které dosáhly velkého úspěchu ve státě Washington, ovšem nebyly tak úspěšné na celonárodní úrovni. Dokonce i jeho podporovatelé přiznávali, že mu chybí potřebné charizma.

### Prezidentské volby roku 1972
Když se Jackson poprvé ucházel o prezidentství, nebyl na celonárodní scéně příliš známým politikem. George McGovern, tehdejší demokratický senátor za Jižní Dakotu, jej obvinil z rasismu, přestože Jacksona zdobila aktivita při obhajobě lidských práv. Jackson se ovšem stavil proti převážení Afroameričanů stejnými autobusy a McGovern později vyhrál nominaci na volby za Demokraty. Nejúspěšnější byl Jackson na začátku primárních voleb na Floridě, kde se umístil na třetím místě, avšak opravdu daleko za vedoucí dvojicí. Ty nakonec ani nedohonil a do zpráv se spíše dostával jako část koalice „Stop McGovernovi“, která později kontroverzně vystupovala proti demokratickému kandidátovi. Svou kampaň Jackson ukončil v květnu po týdnu ve státě Ohio, tehdy byl celonárodně až za McGovernem, Edmundem Muskiem, Georgem Wallacem a Hubertem Humphreym. Zpět na scénu se vrátil na srpnovém demokratickém shromáždění poté, co svou kampaň ukončil i Humphrey. Do boje o nominaci ho na shromáždění dostal guvernér Georgie Jimmy Carter, Jackson nakonec skončil druhý za McGovernem.

### Prezidentské volby roku 1976
Svou celonárodní známost Jackson zvýšil tím, že se pravidelně vyjadřoval o americko-sovětských vztazích a situaci na Středním východě a když v únoru 1975 oznámil, že se bude opět ucházet o post prezidenta, byl považován za jednoho z favoritů. Ihned dostal podporu od amerických Židů, kteří si vážili jeho podpory Izraele. Jeho podpora války ve Vietnamu ovšem vyústila v antikampaň provedenou levým křídlem demokratické strany.
Jako svá témata si Jackson vybral společenské otázky a otázky zákona a pořádku. Také doufal, že získá podporu od odborů, ale možnost, že by se voleb účastnil i Hubert Humphrey nechala odbory vlažnými.
Rozhodnutí nepokračovat ve volbách Jackson učinil po místní poradě v Iowě a primárních volbách ve státě New Hampshire, které vyhrál Jimmy Carter s liberály na dalších pozicích. Přestože ještě vyhrál primární volby ve státech Massachusetts a New York, na začátku května definitivně odstoupil po prohře v Pensylvánii, kde ho rozdílem 12 bodů porazil Carter. V té době navíc jeho kampani došly peníze.

## Odkaz
Jackson zemřel nečekaně ve věku 71 let na aneurysma tepny v Everettu krátce po konferenci ve které se vyjádřil proti sovětskému útoku na let Korean Air 007. Ve zprávách bylo zveřejněno video na kterém si Jackson při proslovu masíroval levou stranu své hrudi, což dospělo ke spekulacím, že takto reagoval na brzké příznaky smrti.
Jeho smrt způsobila velký smutek, například senátor Daniel Patrick Moinyhan se vyjádřil, že „Jackson byl důkazem starého židovského přesvědčení, že v každém momentě v historii je dobro na zemi chráněno skutky 36 prostých mužů, kteří nevědí, že pán jim přidělil právě tuto roli. Jackson totiž byl jedním z těchto mužů.“ Jacksonovo tělo odpočívá na hřbitově Evergreen Cemetery v Everettu.

### Posmrtná ocenění
- 1984 - Jacksonovi byla udělena prezidentská medaile svobody Ronaldem Reaganem, který ho nazval jedním z nejlepších zákonodárců 20. století. Dále na jeho adresu pronesl, že „byl přesvědčen, že v mezinárodní a obranné politice není místo pro partyzánství...chtěl být prezidentem, ale myslím, že věděl, že jej jeho kontroverzní názory o možnost stát se jím připraví...jsem nesmírně rád, že i v mé správě slouží Demokraté pokračující v jeho díle (tzv. Jacksonovští Demokraté).“
- Mezinárodní letiště Seattle-Tacoma International Airport původně neslo jeho jméno, ale to bylo odčiněno snahou místních politiků, nikoli veřejnosti. Především vrcholní představitelé Tacomy, ale také Seattlu, prosadili, aby v názvu letiště byla jména obou měst, což mělo přispět jejich ekonomice.
- Jedna z posledních věcí, které Jackson jako senátor udělal, byla podpora projektu nyní známého jako Fond Henryho M. Jacksona pro pokrok vojenské medicíny. Ten byl takto pojmenován po jeho smrti.
- Jacksonova rodina založila Nadaci Henryho M. Jacksona, která podporuje neziskové a vzdělávací organizace. V jejím vedení pracovali např. Richard Perle, Tom Foley nebo Jeane Kirkpatrick.
- University of Washington po něm pojmenovala svou školu mezinárodních studií. Na ní se také nacházela Jacksonova bysta, kterou ovšem přinutili studenti nesouhlasící s jeho názory na studenou válku přesunout jinam.
- Za jeho dlouhodobou podporu vojenských složek byla po něm pojmenována ponorka amerického námořnictva ve třídě Ohio zvaná USS Henry M. Jackson (SSBN-730).
- V roce 1994 dokončil školní okrsek Everett stavbu střední školy Henry M. Jackson High School ve městě Mill Creek.
- Divočina Henryho M. Jacksona byla vytvořena roku 1984.

### Vliv na neokonzervatismus
Jackson věřil, že zlu se musí čelit silou. Podporoval občanská práva, rovnost v domácnostech a lidská práva a věřil, že Spojené státy mohou být silou dobra ve světě, což inspirovalo jeho četné příznivce, kteří po jeho smrti dále zastávali jeho teorie jako část neokonzervatismu. Kromě Richarda Perleho a Paula Wolfowitze (jenž se několikrát sám nazval jacksonovským demokratem) mu byli nápomocní také další významní politici jako Elliott Abrams, Douglas Feith nebo Charles Horner. Ti později vystupovali proti vládě Jimmyho Cartera a v roce 1981 se stali členy kabinetu Ronalda Reagana. Později se stali důležitými osobami v zahraniční politice za vlády George W. Bushe. Dalším pomocníkem Jacksona byl především v době voleb Ben J. Wattenberg. Mnoho politických novinářů už v minulosti poukázalo na spojitosti mezi Jacksonem a neokonzervatismem; Jacksonův vliv na zahraniční politiku byl jmenován jako základ např. Bushova směřování zahraniční politiky, což zahrnovalo i válku v Iráku.

### Kontroverze o dokumentech
V roce 2005 zabralo a odstranilo několik vládních úředníků, včetně tří členů CIA, Jacksonovy archivované dokumenty uložené na University of Washington. Důvodem bylo ověření toho, že všechny tajné dokumenty, které Jackson vlastnil, byly po jeho smrti odstraněny.